# PlaymakerStats.com
PlaymakerStats.com (раніше — Thefinalball.com) — англійський сайт на тему футболу. Сьогодні сайт доступний на шести мовах: англійською, іспанською, італійською, німецькою, португальською та французькою. В даний час це найбільший у світі вільний доступ до футбольної бази[джерело?].

## Опис
PlaymakerStats.com — це сайт футбольної статистики, який надає детальну інформацію про команди, гравців, стадіони, тренери та змагання. Це також форум, де є можливість додавати коментарі до всіх сторінок, і кожен користувач може співпрацювати у заповненні існуючої інформації. База даних містить інформацію про:
- 85 303 команд,
- 576 263 гравців,
- 31 592 тренерів,
- 3 129 змагань,
- 2 806 573 результатів матчу,
- 773 081 звітів про матч,
- 514 757 фотографій,
- 819 671 відео,
- 20 116 стадіонів,
- 10 784 арбітрів.

## Мовні версії
Сайт почав свою діяльність у 2003 році і незабаром розширився до 8 окремих мовних послуг:
- ZeroZero (Португалія)
- TheFinalBall (Велика Британія / Міжнародна)[2]
- LeBallondRond (Франція)
- CeroaCero (Іспанія)
- Fussballzz (Німеччина)
- Calciozz (Італія)
- O Gol (Бразилія)
- Soccerzz (США)

## Слогани
Для промування вебсайтів були створені для кожної мовної версії слогани. Англійською, бразильською, французькою та німецькою, «Все про футбол», іспанською та португальською «Тому що всі ігри починаються так, як ця» та італійською «Футбол на всіх полях».
- «All about football» (англ.)
- «Porque todos os jogos começam assim» (порт.)
- «Tudo sobre futebol» (порт.)
- «Porque todos los partidos empienzan así» (ісп.)
- «Tout sur le football» (фр.)
- «Il calcio a tutto campo» (італ.)
- «Alles über Fußball» (нім.)